# Gianpaolo Mondini
Gianpaolo Mondini, nacido el 15 de julio de 1972 en Faenza, es un ciclista italiano, que fue profesional de 1996 a 2003.
Durante el Giro de Italia 2001 cuando militaba en las filas del Mercatone Uno, en un registro le encuentran productos dopantes (EPO, Hormona del crecimiento) en su habitación del hotel. All año siguiente admite haber tomado estas sustancias y fue suspendido durante 9 meses.

## Palmarés
| 1996 - 1 etapa del Tour de Polonia 1997 - Vuelta a Suecia, más 1 etapa - 1 etapa del Circuit des Mines 1998 - Gran Premio Industria y Commercio Artigianato Carnaghese 1999 - 1 etapa del Tour de Polonia - 1 etapa del Tour de Japón - 1 etapa del Tour de Francia | 2000 - Circuit de l'Escaut 2003 - Campeonato de Italia Contrarreloj |

## Resultados en Grandes Vueltas y Campeonatos del Mundo
| Carrera         | 1996 | 1997 | 1998 | 1999 | 2000  | 2001 | 2002 | 2003  |
| --------------- | ---- | ---- | ---- | ---- | ----- | ---- | ---- | ----- |
| Giro de Italia  | -    | 67.º | -    | -    | 109.º | 74.º | -    | Ab.   |
| Tour de Francia | -    | -    | -    | 81.º | -     | -    | -    | -     |
| Vuelta a España | -    | -    | -    | -    | -     | -    | -    | 131.º |
| Mundial en Ruta | -    | -    | -    | -    | -     | -    | -    | -     |

-: no participa 

Ab.: abandono